# Бен Барнс
Бен Барнс (на английски: Ben Barnes) е английски актьор. Най-известната му роля е като Каспиан Х във филмовата поредица „Хрониките на Нарния“. Дебютира в игралното кино във филма по романа на Нийл Геймън „Звезден прах“.

## Биография
Бен Барнс е роден на 20 август 1981 г. Израснал е в семейството на баща психиатър и майка психоаналитик. Има и по-малък брат на име Джак.
Като 15-годишен започва да пее в училищния хор и да играе в училищни мюзикъли. Завършва Университета Кингстън. Кариерата му започва в театъра, където получава малки роли. Тъй като кариерата му на актьор в театъра не върви много добре, Бен е принуден да работи като сервитьор в заведения. По-късно получава епизодична роля в сериала „Лекари“ (2006). След това Бен участва във филмите „По-голям от Бен“, „Звезден прах“ (където си партнира с Робърт де Ниро и Мишел Пфайфър), „Лесно целомъдрие“ (където партньори са му Джесика Бийл и Колин Фърт), „Дориан Грей“ (филм по книгата „Портретът на Дориан Грей" на Оскар Уайлд, Бен изпълнява главна роля), а през 2011 г. участва в „Да убием Боно“. Но въпреки всичките главни роли, които Бен е изиграл ролята, която го изпраща на върха е ролята му на Принц Каспиан в „Хрониките на Нарния: Принц Каспиан“ и „Хрониките на Нарния: Плаването на разсъмване“.

## Частична филмография
- 2007 – „Звезден прах“ (Stardust)
- 2008 – „Хрониките на Нарния: Принц Каспиан“ (The Chronicles of Narnia: Prince Caspian)
- 2009 – „Дориан Грей“ (Dorian Gray)
- 2010 – „Хрониките на Нарния: Плаването на „Разсъмване““ (The Chronicles of Narnia: The Voyage of the Dawn Treader)
- 2011 – „Да убием Боно" (Killing Bono)
- 2012 – „Думите“ (The Words)
- 2013 – „Тежка сватба“ (The Big Wedding)
- 2014 – „Джаки и Райън" (Jackie & Ryan)
- 2014 – „Седмият син“ (Seventh Son)
- 2016 – 2018 – „Западен свят" (Westworld)
- 2017 – 2019 – „Наказателят" (The Punisher)